# Nomada electella
Nomada electella är en biart som beskrevs av Cockerell 1903. Nomada electella ingår i släktet gökbin, och familjen långtungebin. Inga underarter finns listade i Catalogue of Life.